# Ballangen
Ballangen est une kommune de Norvège. Elle est située dans le comté de Nordland. Elle est rattachée à Narvik.

## Localités
- Arnes
- Ballangen
- Bjørkåsen
- Bøstrand
- Djupdalsåsen
- Hamnesstranda
- Kjelde
- Kjeldebotn
- Kobbvika
- Rånbogen
- Skarstad
- Valle.

## Île
- Barøya et le phare de Barøy